# Lara Jo Regan
Lara Jo Regan (* 1968) je americká fotografka, fotoreportérka a novinářka.

## Životopis
Kariéra Reganové zahrnovala sféru fotožurnalistiky, dokumentu, výtvarného umění, časopisů a filmů. Progresivní hybridní povaha její práce ovlivnila estetický směr fotožurnalistiky dokumentárního pokrytí zábavního průmyslu a zvířecího portrétu.
Regan zvítězila na World Press Photo of the Year (2000) a byla tvůrcem fotografické sbírky Mr. Winkle, která dosáhla mezinárodní kultovní popularity.